# Escuintla (Messico)
Escuintla è un comune messicano, nello stato del Chiapas. Conta 30 896 abitanti secondo le stime del censimento del 2020.

Dal 1983, in seguito alla divisione del Sistema de Planeación, è ubicata nella regione economica VIII: SOCONUSCO.

## Toponimia
Il nome deriva da Itzcuintla, che significa "posto dei cani".